# Ruel (Ontario)
Ruel es una comunidad no incorporada del municipio geográfico de Blewett, en la parte norte del distrito de Sudbury al noreste de Ontario, Canadá. La comunidad se encuentra en el río Opikinimika, que forma parte de la cuenca hidrográfica de la Bahía James, justo sobre la divisoria de aguas entre dicha cuenca y la cuenca de los Grandes Lagos.
La Estación Ferroviaria de Ruel está ubicada en la línea principal transcontinental del Canadian National Railway y recibió su nombre en honor a Gerard Ruel, abogado asistente del Canadian Northern Railway (CNoR). La estación cuenta con una vía de paso y es servida por el The Canadian de VIA Rail. La siguiente comunidad hacia el este es Lapalmes, pero la siguiente comunidad con servicio ferroviario es Felix (servida por la estación ferroviaria de Felix), una comunidad aún más al este. La siguiente comunidad hacia el oeste es Stupart, pero la siguiente comunidad con servicio ferroviario es Westree, aún más al oeste.